# Giovanni Barrella
Giovanni Barrella (Milano, 30 novembre 1884 – Erba, 23 settembre 1967) è stato un attore, commediografo, poeta, regista teatrale, e pittore italiano, considerato un punto di riferimento della letteratura milanese del Novecento.

## Biografia
Figlio di un maggiore di fanteria salernitano, dopo aver frequentato l'Accademia di Belle Arti esordisce come attore teatrale con Carlo Rota e con Edoardo Ferravilla in commedie dialettali, quindi passa al Teatro Argentina di Roma dove recita in italiano. Poi passa al teatro di varietà con Alberto Colantuoni e Luigi Zoncada. Nel 1927 costituisce una nuova compagine teatrale, distinguendosi nel celebre El nost Milan di Carlo Bertolazzi. Nel 1931 recita accanto a Paolo Bonecchi, un celebre attore dialettale dell'epoca.
Nel cinema esordisce nel periodo muto nel 1912, quindi nel 1934 passa al sonoro dove rimane attivo come caratterista fino al 1951, recitando in film diretti da Brignone, Mattoli e Monicelli, tra gli altri.

## Opere
Nelle sue opere, Barrella ha attraversato diversi generi: storico, paesaggistico, cronaca, umorismo.

### Portinara
Nella poesìa "Portinara", Barrella descrisse il popolo. 
L'incipit:
che 'l gotta quand fa frecc, 'me on rubinett: 

bocca tajada drizza sotta a on mazz 

de sedolasc tirent, a scovinett, 

...»
(Portinara)

## Filmografia

### Periodo muto
- Le dame nere, società Ambrosio di Torino (1912)
- Il romanzo di un cuore, societa Ambrosio di Torino (1912)
- Ferravilla nelle sue più caratteristiche interpretazioni di Luca Comerio (1914)

### Periodo sonoro
- Teresa Confalonieri, regia di Guido Brignone (1934)
- Tempo massimo, regia di Mario Mattoli (1934)
- Amo te sola, regia di Mario Mattoli (1935)
- Il feroce Saladino, regia di Mario Bonnard (1937)
- Felicita Colombo, regia di Mario Mattoli (1937)
- L'allegro cantante, regia di Gennaro Righelli (1938)
- Giuseppe Verdi, regia di Carmine Gallone (1938)
- Partire, regia di Amleto Palermi (1938)
- Il pirata sono io!, regia di Mario Mattoli (1940)
- Piccolo mondo antico, regia di Mario Soldati (1941)
- Malombra, regia di Mario Soldati (1942)
- Daniele Cortis, regia di Mario Soldati (1946)
- Vanità, regia di Giorgio Pàstina (1946)
- Vita da cani, regia di Steno e Mario Monicelli (1950)
- Milano miliardaria, regia di Vittorio Metz e Marcello Marchesi (1951)
- Buon viaggio, pover'uomo, regia di Giorgio Pàstina (1951)
- Incantesimo tragico, regia di Mario Sequi (1951)

## Doppiatori italiani
- Renato Turi in Incantesimo tragico